# آدو بیرک
آدو بیرک (انگلیسی: Ado Birk؛ ۱۴ نوامبر ۱۸۸۳ – ۲ فوریهٔ ۱۹۴۲) یک سیاست‌مدار اهل استونی بود.
از سمت‌های وی میتوان به نخست وزیری استونی از تاریخ ۲۸ ژوئیه ۱۹۲۰ تا ۳۰ ژوئیه ۱۹۲۰ و وزارت امور خارجه در سال ۱۹۱۹ تا ۱۹۲۰ میلادی اشاره کرد، بیرک دانش‌آموخته رشته حقوق از دانشگاه‌های دانشگاه تارتو، دانشگاه دولتی سن پترزبورگ و دانشگاه لایپزیگ اشاره کرد.